# Луна 15
Луна 15 е апарат, изстрелян от СССР по програмата Луна с цел изследване на Луната. Апаратът представлява последният опит от страна на СССР да се реваншира поне частично срещу космическата програма на САЩ, като осъществи първото връщане на образци на лунната почва на Земята. След влизане в околоземна орбита, апаратът е ускорен към Луната. Оборудването позволява изучаване на окололунното пространство, гравитационното поле на Луната, стереоснимки на повърхността и изследване на химическия състав на лунната почва.
Апаратът влиза в окололунна орбита на 17 юли 1969 г. в 10:00 ст. време след успешна корекция на курса. Осъществени са 86 радиосесии по време на 52 лунни орбити под различни инклинации в продължение на 2 дни. През този период са проверени системите на апарата. На 19 и 20 юли след извършените две корекции той заема нова орбита за прилуняване: апоселений-110 км и периселений-16 км. На 21 юли 1969 г., часове след кацането на Аполо 11, апаратът задейства двигателите си за спускане към повърхността, но контакт е изгубен 4 минути след началото на маневрата на височина от около 3 km над лунната повърхност. Предполага се че Луна 15 се е разбил в стената на лунно възвишение или кратер. Координатите на сблъсъка са 17° с. ш. и 60° и. д. в района на Маре Крисиум (Mare Crisium).
Мисиите Луна 15 и Аполо 11 могат да бъдат определени като кулминацията на космическата надпревара между СССР и САЩ по време на 60-те години на 20 век. За първи път е осъществено своеобразно сътрудничество между двете сили, като СССР изпраща полетния план на Луна 15 на НАСА с цел избягване на сблъсък между двата апарата.